# 郭杰楟
郭杰楟（1765年6月20日—？年），字蔚起，號喬軒，四川保寧府巴州人，祖籍江西南康府建昌縣甘泉鄉，廩膳生，民籍，乾隆己酉拔貢，中乙卯科四川鄉試舉人，本年捐教諭。

## 生平履歷
- 嘉慶二年，署中江縣訓導[7]
- 歷署德陽縣、鄰水縣、茂州
- 嘉慶五年，改授嘉定府榮縣教諭[8][9]
- 保舉知縣，選授廣東高州府吳川縣[10]